# Placówka Straży Celnej „Sylwester Klauza”

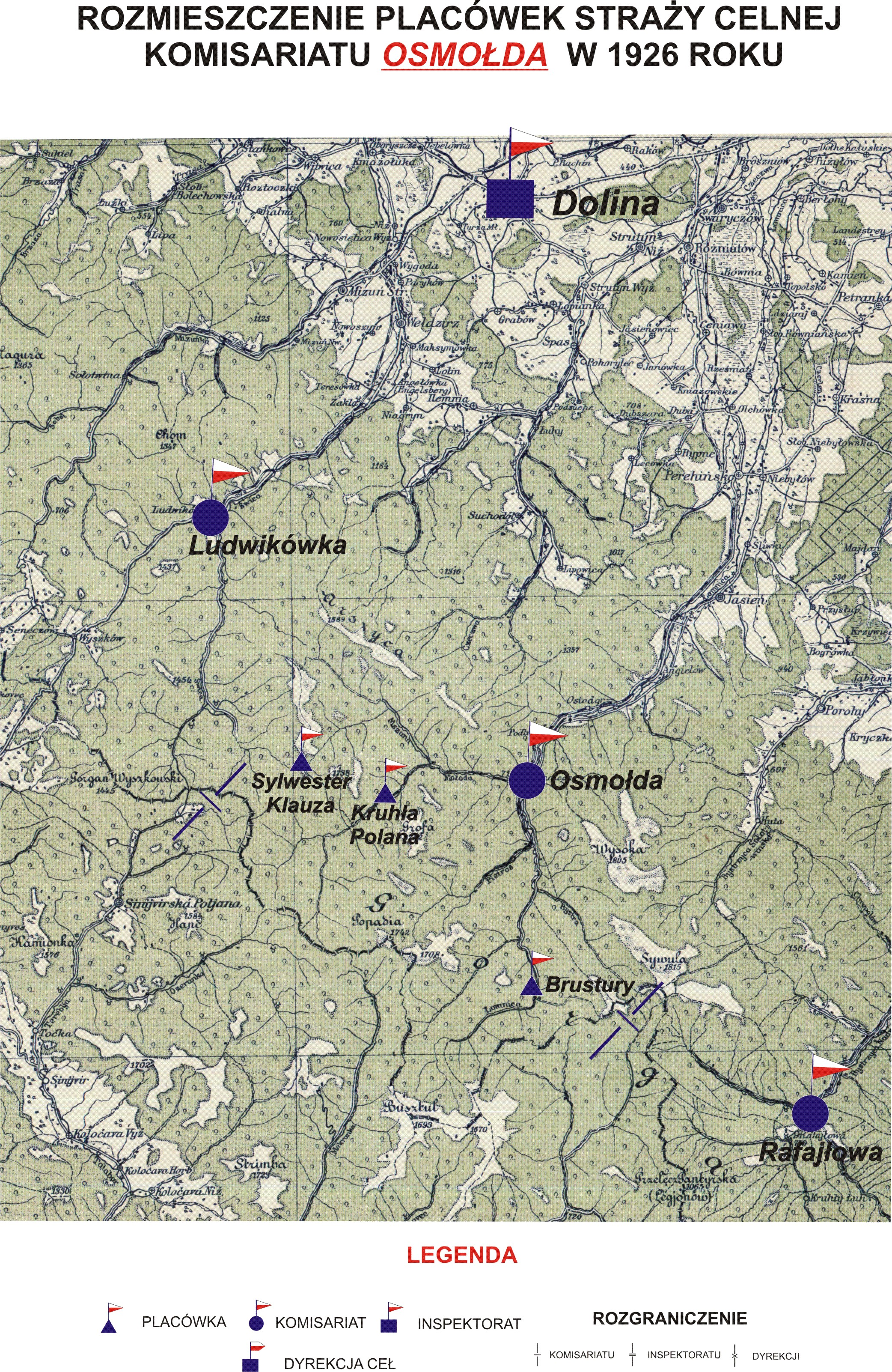
Rozmieszczenie placówek SC Komisariatu Osmołda w 1926 r.

Placówka Straży Celnej „Sylwester Klauza” – jednostka organizacyjna Straży Celnej pełniąca w okresie międzywojennym służbę ochronną na granicy polsko-czechosłowackiej.

## Formowanie i zmiany organizacyjne
Na wniosek Ministerstwa Skarbu, uchwałą z 10 marca 1920 roku, powołano do życia Straż Celną. Od połowy 1921 roku jednostki Straży Celnej rozpoczęły przejmowanie odcinków granicy od pododdziałów Batalionów Celnych. Proces tworzenia Straży Celnej trwał do końca 1922 roku. Placówka Straży Celnej „Sylwester Klauza” weszła w podporządkowanie komisariatu Straży Celnej „Osmołoda” z Inspektoratu SC „Dolina”.
W drugiej połowie 1927 roku przystąpiono do gruntownej reorganizacji Straży Celnej. W praktyce skutkowało to rozwiązaniem tej formacji granicznej. Ochronę północnej, zachodniej i południowej granicy państwa przejęła powołana z dniem 2 kwietnia 1928 roku Straż Graniczna. W strukturach nowo powstałej formacji placówki „Sylwester Klauza” nie odtworzono.

## Funkcjonariusze placówki
Kierownicy placówki
| stopień  | imię i nazwisko, numer | okres pełnienia służby | kolejne stanowisko |
| -------- | ---------------------- | ---------------------- | ------------------ |
| strażnik | Bolesław Kraus (585)   | był w 1926             |                    |

Obsada personalna placówki w 1926:
- strażnik Bolesław Kraus (585)
- strażnik Piotr Augustyniak (876)
- strażnik Józef Matkowski (559)
- strażnik Walenty Rakowski (871)
- strażnik Jan Sawicki (474)
- strażnik Józef Wieczny (875)
- strażnik Józef Siedlecki (2274)